# Sevaberd
Sevaberd (en arménien Սևաբերդ) est une communauté rurale du marz de Kotayk, en Arménie. Elle compte 293 habitants en 2008.